# Adyrna

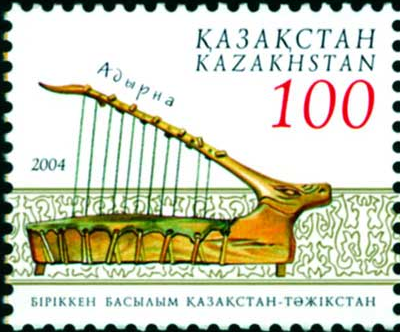
En Adyrna avbildad på ett kazakiskt frimärke.

Adyrna (kazakiska: aдырна) är ett gammalt stränginstrument från Kazakstan. Det är tillverkat av trä och spelas med fingrarna som en harpa. 
Den speciella utformningen med en ihålig resonanslåda täckt av oxläder och strängar av kamelhår eller senor ger ett kraftfullt ljud som förr hördes över stäppen under jakt och militära aktioner. Adyrna betyder bågsträng på kazakiska och instrumentet kan liknas vid en båge.
Adyrnan har behållit sitt ursprungliga utseende genom åren. Den kan vara utformad som en hjort eller get och låta som en hjort.